# 南風 (列車)
南風（なんぷう）は、四国旅客鉄道（JR四国）・西日本旅客鉄道（JR西日本）が岡山駅 - 高知駅間を、宇野線・本四備讃線（瀬戸大橋線）・予讃線・土讃線経由で運行している特別急行列車である。
瀬戸内海や太平洋、吉野川沿いの大歩危・小歩危などを走る風光明媚な列車として、また繁忙期の乗車率の高さでも知られる。
臨時特急「ウィークエンドエクスプレス高知」と共に土讃線で運転されていた優等列車の沿革についてもここで記述する。

## 概要
岡山駅で山陽新幹線と接続し、本州と高知県を結ぶ列車である。
特急「南風」は1972年3月15日に山陽新幹線の新大阪駅 - 岡山駅間開業に伴って行われたダイヤ改正により、高松駅 - 宇和島駅間で運転を開始した。「しおかぜ」と共に、四国初の特急列車であった。宇高連絡船を経由して寝台特急「瀬戸」と宇野駅で接続するダイヤを組んでいた。
1988年4月10日に本四備讃線が開業したことにより岡山駅発着になり、エル特急に指定された。高松駅発着列車は引き続き残されることになり、この列車は「しまんと」に改称された。1989年3月に振り子式車両である2000系気動車を投入して所要時間短縮を図り、1997年には土佐くろしお鉄道宿毛線への乗り入れを開始したが、運行系統の分割により2020年3月のダイヤ改正で取りやめとなった。
「南風」の名称は、1950年10月1日高松桟橋駅 - 須崎駅間の準急列車に四国鉄道管理局が「南風」と名付けたのが最初で、公募により決定された。1965年10月に急行列車化されたが1968年10月に「あしずり」に統合され、「南風」の名称は、1972年3月まで別府駅 - 宮崎駅・西鹿児島駅（現在の鹿児島中央駅）・鹿屋駅間の急行列車で使用されていた。

## 運行概況
2025年3月15日現在、岡山駅 - 高知駅間に14往復が運転されている。列車番号は30D+号数。
2025年3月14日までは2往復が岡山駅 - 宇多津駅間で特急「うずしお」と、2往復が宇多津駅・多度津駅 - 高知駅間で特急「しまんと」とそれぞれ併結運転を行っていた。併結時の原則として、「南風」が編成の高知側に連結されるため、「うずしお」を併結する時は上り基準で「うずしお」が先に宇多津駅に入り、「南風」が駅手前で信号待ちを行っていた。「しまんと」を併結する時は下り基準で「南風」が先に宇多津駅に入り、「しまんと」が駅手前で信号待ちを行っていた。
「南風」は宇多津駅、丸亀駅、多度津駅において高松駅発着の快速「サンポート南風リレー号」および普通「南風リレー号」と接続する。2025年3月14日までは「しまんと」を併結する「南風」であっても多客期には「南風」を増結する為に本来併結する「しまんと」を区間運休し「南風」の単独運転となる場合があった。この場合、「しまんと」は高松駅 - 多度津駅（下り）・宇多津駅 - 高松駅（上り）間のみの運行となり、「南風」との接続列車として機能していた。
中村駅・宿毛駅発着の特急「あしずり」とは起終点駅である高知駅の同一ホームで接続する。
2019年3月15日まで運行されていた岡山駅 - 宿毛駅間の所要時間は最速で約4時間35分で、走行距離の318.0 km は2016年（平成28年）3月26日当時、在来線の特急列車としては全国第9位であり、JR四国の車両で運行する特急列車としては最長であった。
2022年3月12日より、下りの最終となる南風27号はJR四国の特急列車の中で、唯一日付をまたいで運行される特急となった(高知着0時06分)。

### 停車駅
岡山駅 - 児島駅 - 宇多津駅 - 丸亀駅 - 多度津駅 - 善通寺駅 - 琴平駅 - 阿波池田駅 - 大歩危駅 - （大杉駅） - 土佐山田駅 - 後免駅 - 高知駅
- （ ）は一部列車のみ停車。
  - 大杉駅：下り1・3・17〜27号/上り2・4・10・16・20〜28号が停車。

### 使用車両・編成
JR四国の高知運転所・高松運転所に所属する2700系気動車を使用している。
うち、高松所属車は多客期の増結時に使用される。2000系時代、かつては1往復がN2000系による3両編成で運転されていたが、2011年3月のダイヤ改正で「うずしお」1往復と運用が入れ替わり、「南風」の基本編成は2000系量産車に統一されていた。2016年3月のダイヤ改正からは、8600系投入に伴う2000形の転用により、「南風」は定期列車全列車がグリーン席を設定し2021年3月12日まで運用され、2700系気動車に統一された現在も全列車グリーン席設定を踏襲している（ただし定員は18名から12名に減少している）。
5往復はアンパンマン列車として運転され、1号車の指定席が「アンパンマンシート」である。JR四国所属の「あか」と「きいろ」がそれぞれ4両1編成あり、通常期の平日は指定席を1両減らした3両編成で運転されている。2000系気動車で運転されていた過去使用列車は2020年7月18日までは土佐くろしお鉄道所属のオレンジ（4両編成）と2019年3月15日まではJR四国所属のグリーン（改正前の下り3・25号／上り2・24号、3両編成）も使用されていて、土曜に指定席1両を増結し、4両編成で運転されていた。
なお、善通寺駅・大歩危駅では、駅ホームの長さが不足するためドアカットが行われる場合がある。「しまんと」を併結する列車では、これらに加えて大杉駅・後免駅でもドアカットが行われる場合がある。

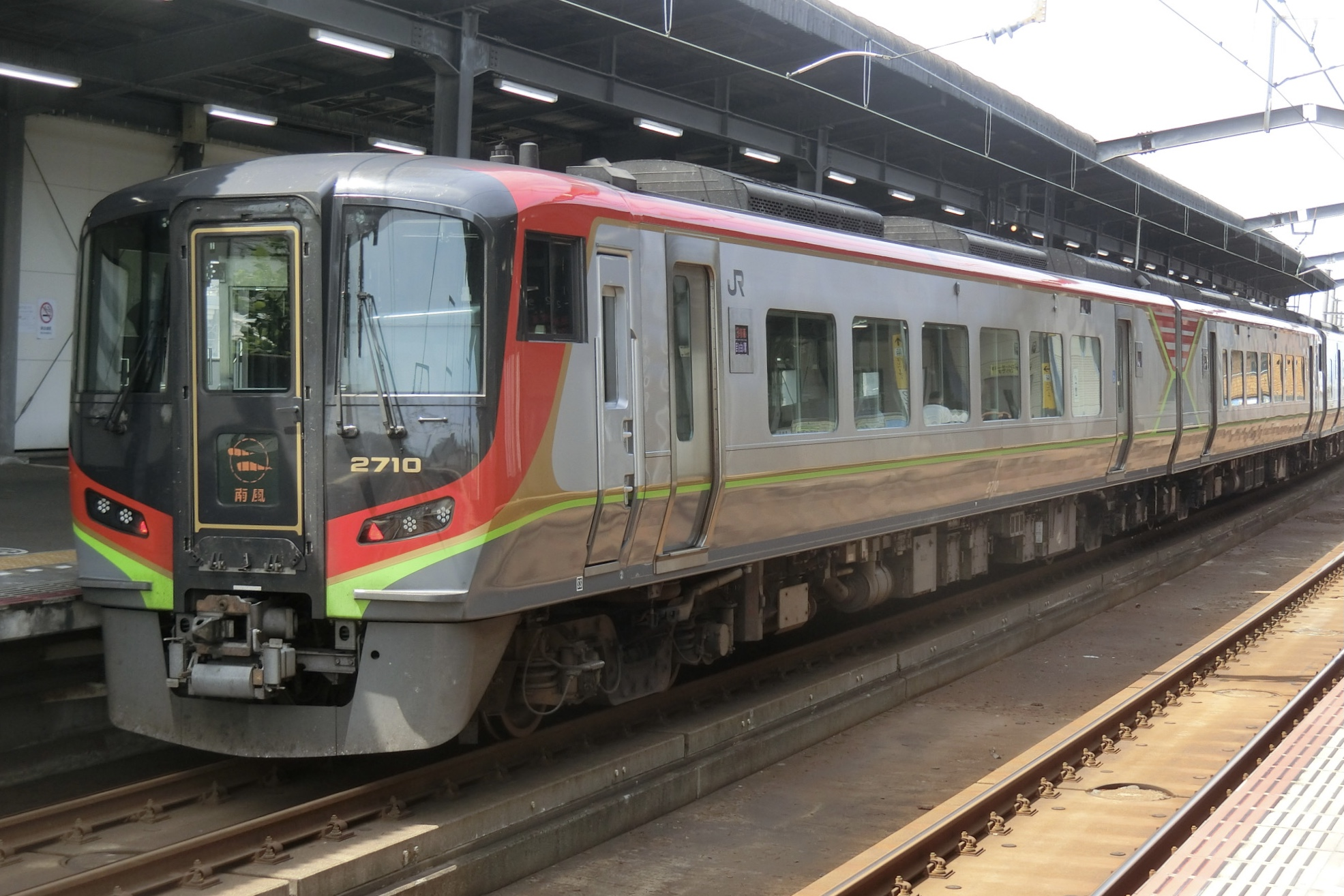
2700系一般車で運行の「南風」（2021年7月）
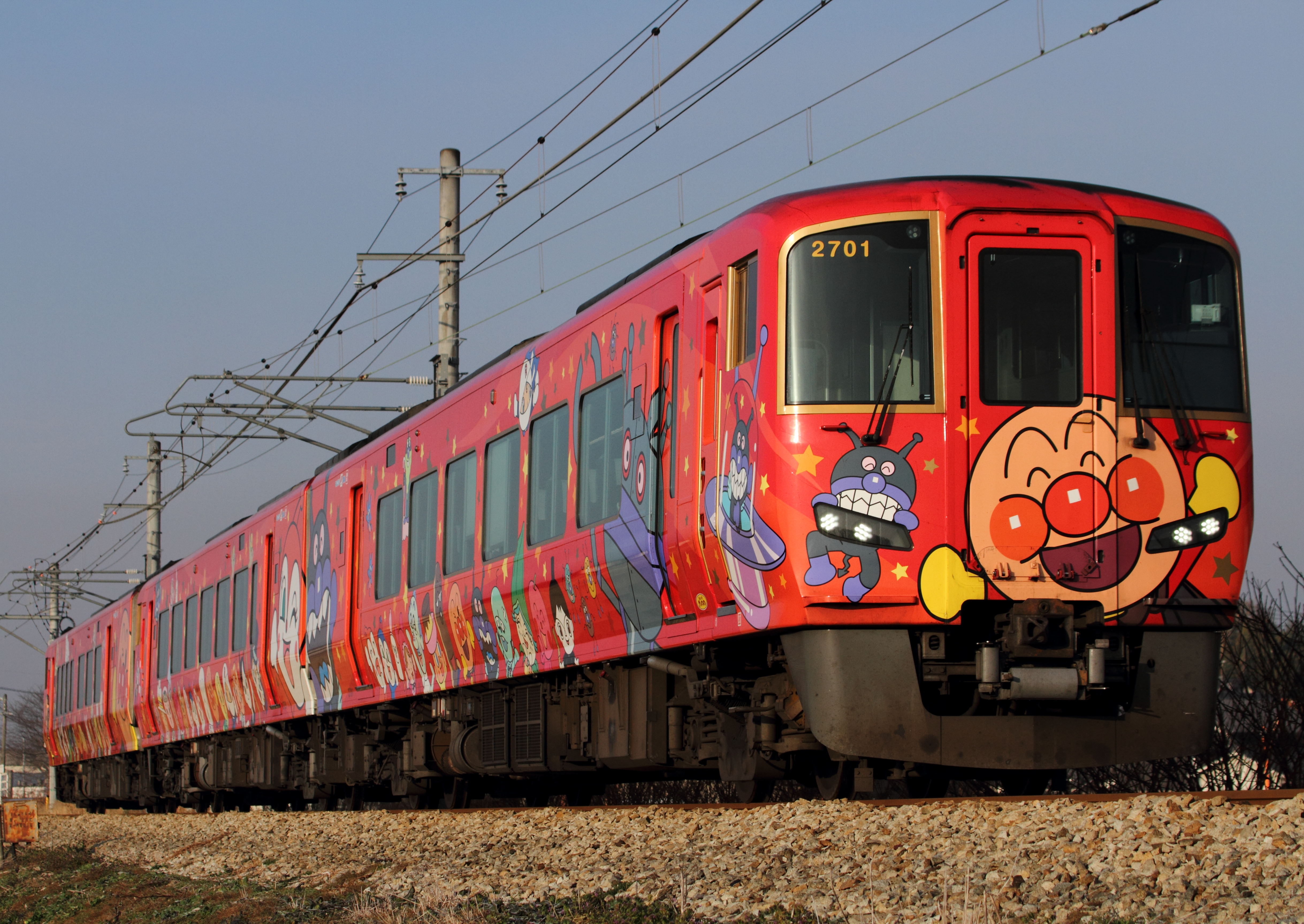
2700系「あかいアンパンマン列車」で運行の「南風」（2022年1月）
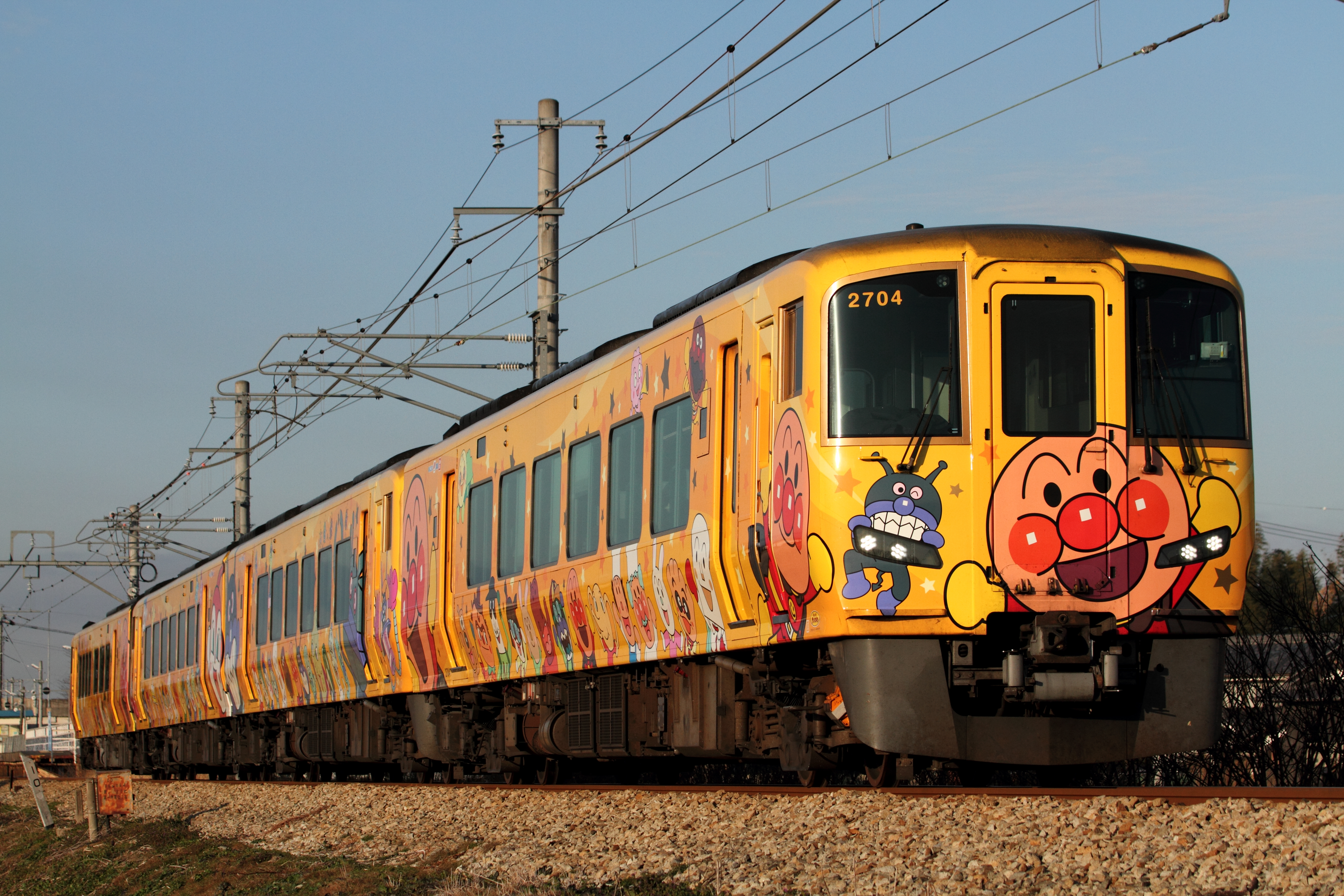
2700系「きいろいアンパンマン列車」で運行の「南風」（2022年1月）

#### 過去の使用車両
- 2000系気動車：1990年7月30日 - 2021年3月12日[注 3]
- キハ185系気動車：1986年11月1日 - 1991年11月21日
- キハ181系気動車：1972年3月15日 - 1990年11月20日

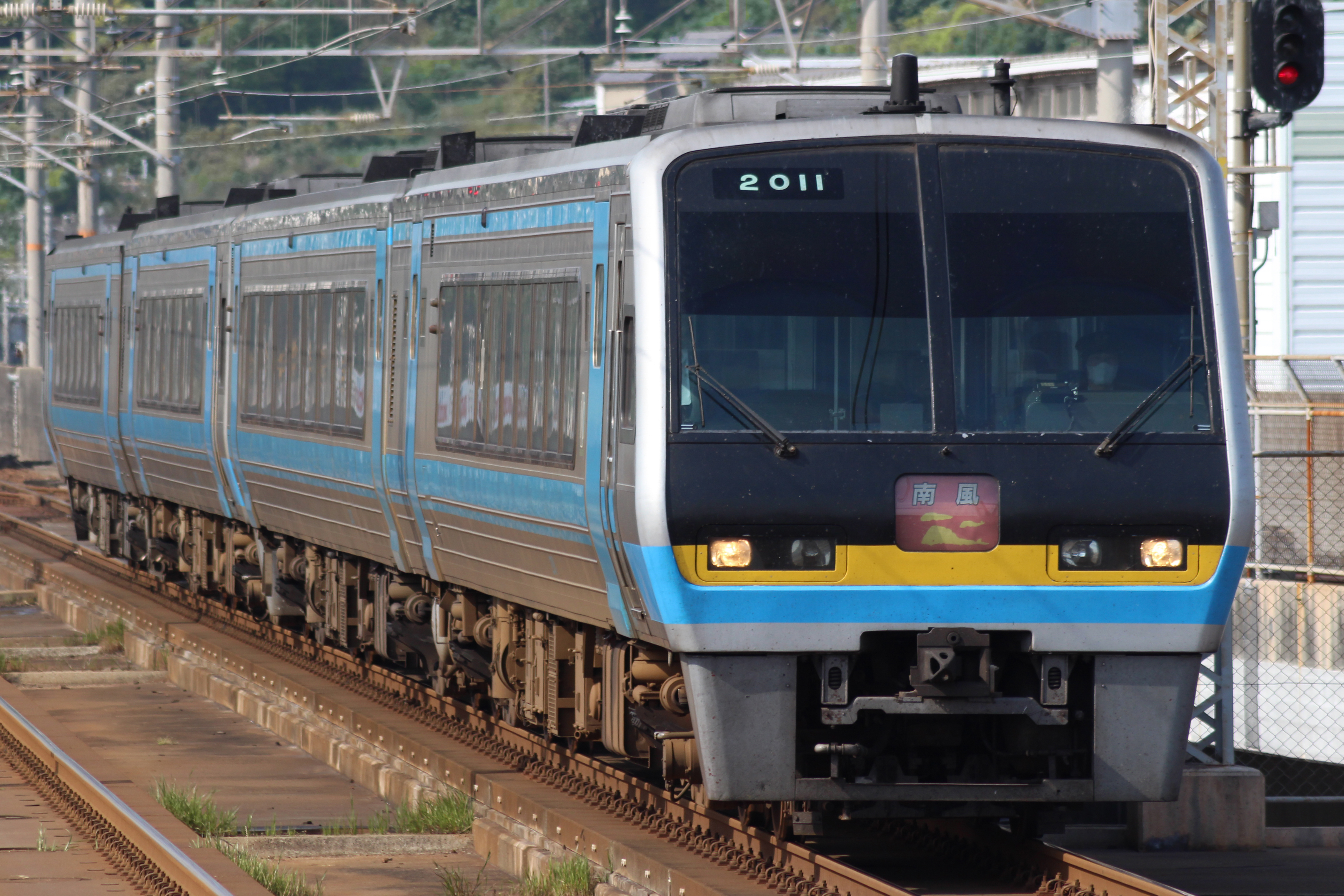
2000系「南風」 （2014年5月）
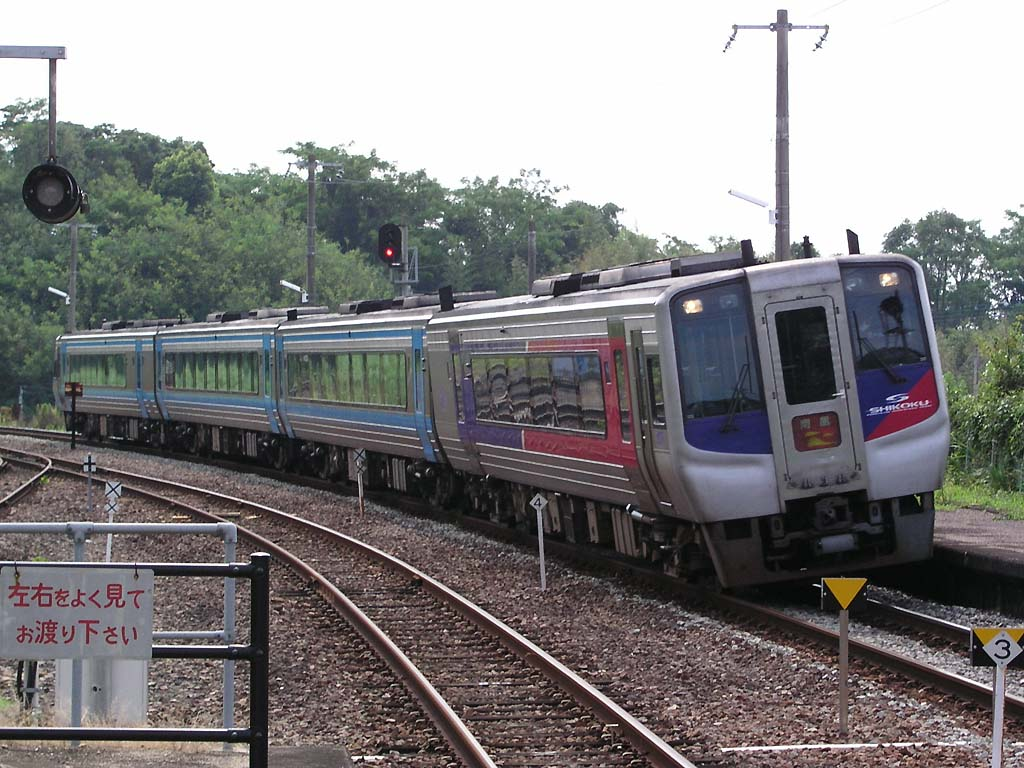
N2000系（先頭車のみ）+2000系「南風」 （2003年8月）
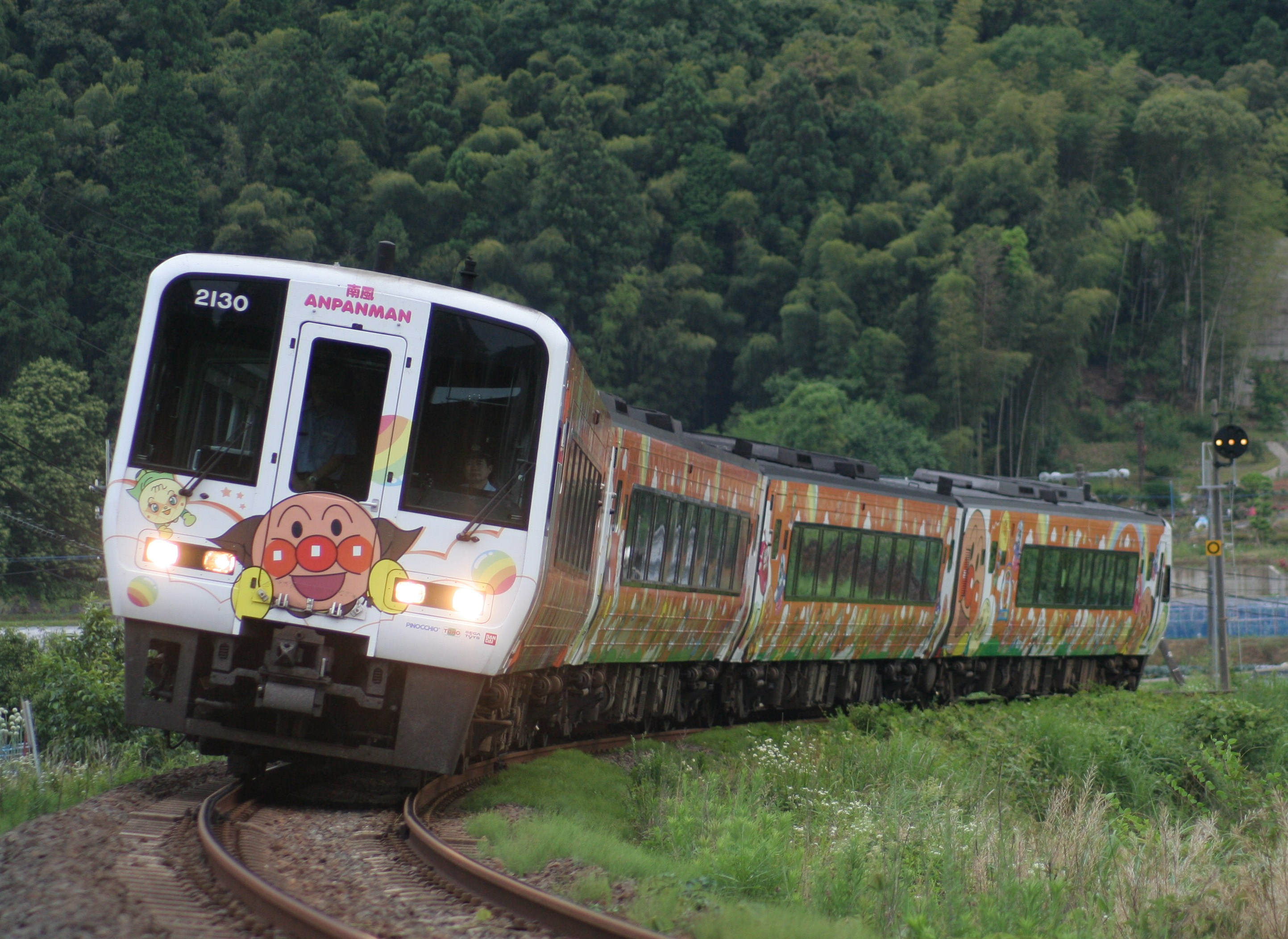
アンパンマン列車による2000系「南風」 （2010年6月）
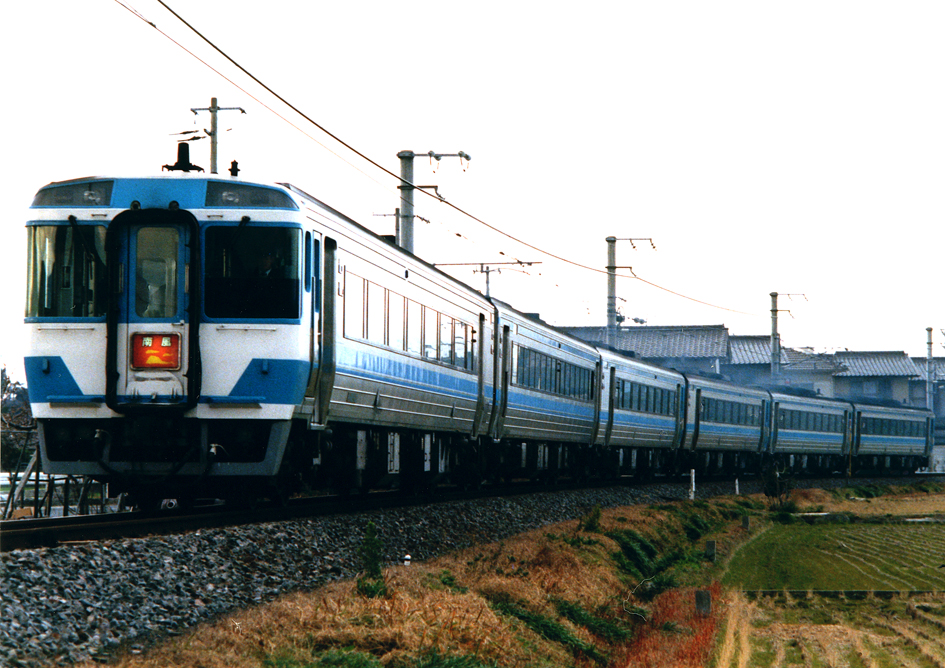
キハ185系「南風」 （1990年）
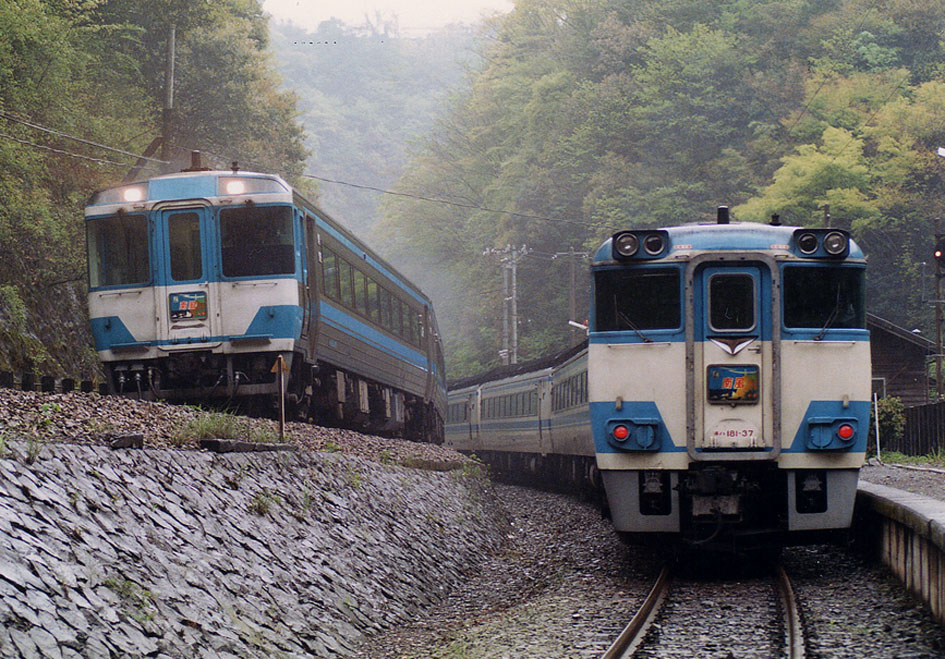
坪尻駅で交換するキハ185系「南風」52号とキハ181系「南風」5号 （1990年）

### 利用状況
当列車が岡山駅発着となってから、競合が想定される交通機関には以下のような環境の変化があった。
- 1992年：高知自動車道が高松自動車道と接続する。
- 1998年：明石海峡大橋が開通。
- 2003年：エアーニッポンネットワークが高知空港 - 伊丹空港線に小型機のDHC-8-400で参入し、この区間の航空便が増加。

JR四国では高速道路の延伸への対抗として、吉野川を縫うように進みカーブが多い土讃線での高速化のため、振り子式の2000系気動車を導入し、1991年までに「南風」全列車の置き換えを完了した。
1998年（平成10年）に土讃線で発生した路盤崩落で約3か月間不通になったことで乗用車や高速バスに一部の利用者が流れた。
高知 - 京阪神間だけでもJRバスグループのJR四国バス・西日本JRバスやとさでん交通・阪急バス・神姫バスの運行する高速バスが合計29往復（2019年8月現在）運行されており、これらとシェアを争う形になっている。「南風」の利用者数は高知道開通前に比べると減少しており、同じく岡山発着の予讃線特急「しおかぜ」と比べると利用者は4割程度となっている。
その対策として、2000系車両にアンパンマンのキャラクターを描いた「アンパンマン列車」を運行したり、京阪神方面の利用回復を狙った「阪神往復フリーきっぷ」などの特別企画乗車券の発売、岡山駅での新幹線接続の改善などをおこなった。2000年と2005年の大阪府と高知県の間の旅客輸送シェアを比較した調査においては、鉄道はこの両年でほぼ同じ比率となっている。
高知市 - 岡山市間には所要時間が互角で、料金はほぼ半額の高速バス龍馬エクスプレスも運行されている。これに対して、JR四国とJR西日本は高速バスとほぼ同額で利用できる往復割引のトクトクきっぷを発売して対抗している。

## 臨時列車

### ウィークエンドエクスプレス高知
金曜・土曜のみ運転する臨時列車として「ウィークエンドエクスプレス高知」が、高知発土佐山田行きと土佐山田発須崎行きでそれぞれ1本ずつ運転されていた。高知発土佐山田行きの走行距離は15.3kmで、博多南線を除くJRグループの特急列車としては最短となっていた。
2006年12月から運転を開始し、当初から金曜日・土曜日のみ運転されていた。同年8月25日に起こった福岡海の中道大橋飲酒運転事故で飲酒運転が社会的な問題になった中、忘年会シーズンに合わせて土佐山田行き、須崎行きとも本来の最終列車の後に運行された。2007年3月1日からは日曜・休日を除く毎日運転の臨時列車「ホームエクスプレス高知」として運行された。
この列車は2008年3月14日まで運行されたが、翌15日からは名前を「ウィークエンドエクスプレス高知」に戻し、運転日も当初と同様金曜・土曜のみとなり、2009年3月14日のダイヤ改正に伴い廃止された。
なお2006・2007年度ダイヤの「ホームエクスプレス高知」として運行されていたころは、後免駅で土佐くろしお鉄道ごめん・なはり線の臨時普通列車「ホームライナーあき」と接続していたが、「ウィークエンドエクスプレス高知」への変更と同時に廃止された。
車両は「しまんと」9号として高知駅まで運行されるN2000系気動車3両編成を充当しており、全車自由席の設定で、ヘッドマークは「臨時」となっていた。また、折り返し時の座席の回転を省略するため座席を向かい合わせた状態で運行していた。
停車駅
土佐山田駅 - 後免駅 - 高知駅 → 旭駅 → 朝倉駅 → 伊野駅 → 佐川駅 → 多ノ郷駅 → 須崎駅

## 土讃線優等列車沿革

### 戦後の展開
- 1950年（昭和25年）10月1日：このときのダイヤ改正により、以下の列車が設定される。
  - 高松桟橋駅 - 松山駅・須崎駅間の客車準急列車として105・106列車が運行を開始。四国鉄道管理局では、以下の通り愛称を設定した。
    1. 須崎駅発着編成：「南風」（なんぷう）
    2. 松山駅発着編成：「せと」
両列車は多度津駅で増解結し、「瀬戸」の愛称が与えられる東京駅 - 宇野駅間運行の急行列車39・40列車から宇高連絡船を介して連絡していた。車両は主にC58形蒸気機関車+スハ43系客車が使用されたとされ、高松桟橋駅 - 高知駅間の所要時間は下り4時間4分、上り4時間31分を要した。また、高知駅以西は普通列車扱いとなった。

  - 大阪駅 - 宇和島駅・須崎駅間を運行する準急列車307・308列車が運行を開始（四国内は普通列車）。宇高連絡船を航送する形で運行し、「海を渡る汽車」と通称された。
    - 大阪駅 - 岡山駅間は1959年に「ななうら」の愛称が与えられる呉線経由広島駅発着列車と併結し、大阪駅 - 宇野駅間準急307・308列車として運転。
- 1951年（昭和26年）11月12日：土讃線が窪川駅まで全通し、307・308列車および「南風」も窪川駅まで運行区間を延長。
- 1953年（昭和28年）11月11日：307・308列車から呉線経由広島駅発着編成を分離。列車番号は変わらず、大阪駅 - 宇野駅間準急307・308列車となる。なお、宇高連絡船および四国島内の運行形態に変更はない。
- 1955年（昭和30年）5月11日：同日発生した紫雲丸遭難事故により、乗客の安全の観点から鉄道連絡船の客車航送を中止。これに伴い、307・308列車は大阪駅 - 宇野駅間準急と宇高連絡船を経由して接続する高松駅 - 窪川駅間普通列車となる。
- 1956年（昭和31年）
  - 5月12日：上り準急「南風」がDD50形ディーゼル機関車（敦賀機関区より4号機を借入）牽引となる[7][8]。10月頃よりDF40形ディーゼル機関車牽引に変更[9][10][11][注 4]。
  - 11月19日：大阪 - 宇野駅間準急307・308列車は普通列車に格下げ。
- 1959年（昭和34年）9月22日：高松駅 - 窪川駅間の客車準急列車として「土佐」（とさ）が運行を開始。
- 1960年（昭和35年）
  - 2月15日：臨時列車として高松駅 - 須崎駅間で「土佐」が1往復増発。この増発した「土佐」にはキハ52形・25形ながら、初めて気動車を使用する。
  - 7月1日：「土佐」（下り）2号・（上り）1号を定期列車化。また、「南風」の運行区間を高松駅 - 高知駅間に変更。
  - 10月1日：「土佐」（下り）1号・（上り）2号にも気動車を投入。この時までに、「土佐」にはキハ55系気動車が導入されるようになる。
- 1961年（昭和36年）
  - 4月15日：このときのダイヤ改正により、次のように変更。
    - 「せと」が気動車列車化され、「南風」は単独運転になる。
    - 「土佐」の高松駅 - 高知駅間を増発し、「土佐」は3往復になる。なお、「土佐」のうち、高知駅以西を発着する列車は高知駅以西は普通列車として運転。
    - 「土佐（下り）1号・（上り）2号」の愛称を「足摺」（あしずり）に変更し、高松駅 - 窪川駅間全区間を準急列車として運行。

  - 10月1日：サンロクトオのダイヤ改正により、急行「黒潮」（くろしお）が高松駅 - 須崎駅間で、「浦戸」（うらど）[注 5]が高松駅 - 高知駅間で運転を開始。なお、「土佐」の1往復は「黒潮」に変更され、「土佐」は2往復になる。
    - この急行列車は、キハ58系気動車を使用し、宇高連絡船を介して特急列車に接続するダイヤを取っていた。「黒潮」は東京駅発着の「（下り）第1・（上り）第2富士」、「浦戸」は「うずしお」に接続した。

### 土讃本線優等列車の気動車統一以降
- 1962年（昭和37年）4月12日：このときのダイヤ改正により、次のように変更。
  - 小松島線小松島港仮乗降場 - 高知駅間を徳島本線経由で運行する準急列車として、「阿佐」（あさ）を新設。
    - 「阿佐」のうち、（上り・下り）2号には多度津駅発着の編成を連結していた。また、上り2号の高知駅 → 阿波池田駅間は「南風」と併結運転となった。

  - 「阿佐」併結となった上り「南風」と「土佐」（上り）1号は車両の運用を見直し、上り「南風」を気動車化。なお、「南風」の下り列車は客車列車として存続。また、これにより高松駅 - 高知駅間の所要時間は、3時間41分となった。
- 1963年（昭和38年）
  - 2月1日：このときのダイヤ改正により、次のように変更。
    - 「土佐」の1往復を窪川駅発着に延長。「足摺」が1往復増発。
    - 下り「南風」と「土佐」（上り）1号が気動車化。
    - 「阿佐」（上り・下り）2号の多度津駅発着編成を予讃本線松山駅発着に延長し、「いしづち」とする。

  - 10月1日：徳島駅 - 高知駅間で準急「よしの川」が運転開始。
  - 12月18日：中村線（現在の土佐くろしお鉄道中村線）の窪川駅 - 土佐佐賀駅間開業に伴い、「足摺」（下り）1号・（上り）2号および「南風」は土佐佐賀駅発着に延長。ただし、「南風」は中村線内は普通列車扱い。
- 1964年（昭和39年）10月1日：高松駅 - 高知駅間で準急「南国」（なんごく）が2往復で運転開始。
  - いわゆる観光団体専用列車として設定されたが、実際には2往復のうち、1往復は毎日運行の不定期列車とされ、定期列車とされた1往復も通常の準急列車の扱いと変わらなかった。
- 1965年（昭和40年）
  - 6月1日：松山駅 - 高知駅間で準急「予土」（よど）が運転開始。
    - 「予土」はキハ58形1両編成で、阿波池田駅 - 松山駅間は「いしづち」と併結運転を行い、阿波池田駅 - 高知駅間は松山行きは急行「浦戸」、高知行きは「阿佐」1号と併結運転を行っていたため、単独運転を行う区間が存在しなかった。

  - 10月1日：ダイヤ改正により、次のように変更。
    - 「南国」が「土佐」に編入。なお、「南国」2号の後身となる「土佐」（下り）2号・（上り）1号は観光団体列車指定の不定期列車とされた。
    - 「黒潮」が「南風」に編入。これにより「南風」は急行列車になる。
    - 「土佐」の1往復を土佐佐賀駅まで運行区間を延長し、「足摺」に変更。
    - これにより、高松駅発着の準急列車は高知駅発着列車を「土佐」（2往復内不定期列車1往復）、高知駅以南発着を「足摺」（3往復）、急行列車は「南風」（2往復）・「浦戸」（1往復）となった。
- 1966年（昭和41年）
  - 3月5日：料金制度変更に伴い、101km以上運行する準急列車を急行列車に変更。これにより、「阿佐」・「足摺」・「いしづち」・「土佐」・「よしの川」・「予土」は急行列車になる。
  - 10月1日：「浦戸」の運行区間を土佐佐賀駅まで延長し、「南風」に変更。また、「土佐」が1往復増発し、3往復（うち1往復は不定期列車）になる。
- 1967年（昭和42年）10月1日：このときのダイヤ改正により、次のように変更。
  - 「土佐」が1往復増発。また、従来不定期列車であった1往復を定期列車化。これにより、「土佐」は5往復になる。
  - 「阿佐」が1往復増発され、3往復になる。
- 1968年（昭和43年）10月1日：ヨンサントオのダイヤ改正により、次のように変更。
  - 「足摺」と「南風」を統合し、名称を「あしずり」とする。また、「土佐」1往復の運行区間を延長して「あしずり」に変更し、7往復になる。
    - なお、「南風」は別府駅 - 宮崎駅・西鹿児島駅（現在の鹿児島中央駅）・鹿屋駅間急行列車の名称となる。→日豊本線優等列車沿革を参照されたい。

  - 「阿佐」は列車名を「よしの川」に変更。「よしの川」自体は徳島本線急行列車の総称となり、6往復の運行になるが、うち4往復が高知駅まで乗り入れ。また、「よしの川」全列車の小松島線内は普通列車として運転される。
  - 「いしづち」・「予土」が廃止。
- 1969年（昭和44年）10月1日：「よしの川」が1往復増発。ただし、高知駅乗り入れ列車は1往復減少して3往復になる。
- 1970年（昭和45年）10月1日：中村線土佐佐賀駅 - 中村駅間が開業。「あしずり」の2往復が高松駅 - 中村駅間を急行列車として直通運転を行う。また、「よしの川」の1本が高知発徳島行きで運行。

### 特急「南風」の設定以降
- 1972年（昭和47年）

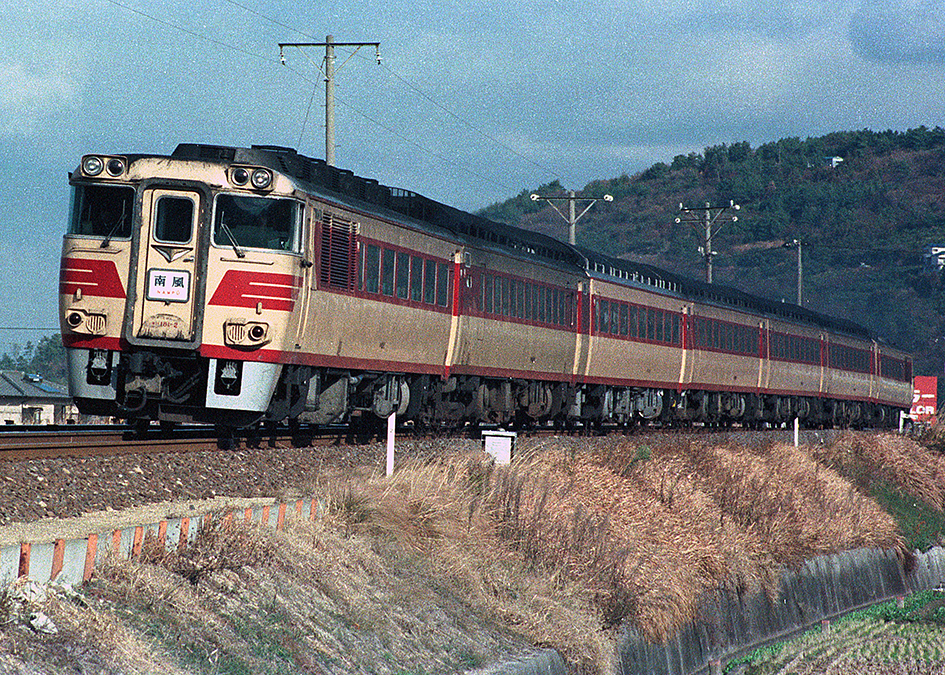
国鉄キハ181系気動車「南風」（1983年頃）

  - 3月15日：山陽新幹線の新大阪駅 - 岡山駅間の開業に伴うダイヤ改正により、次のように変更。
    - 「南風」をキハ181系気動車による特急列車として、高松駅 - 中村駅間にて1往復の運転開始。「しおかぜ」とともに、四国初の特急列車設定となった。当初は阿波池田駅、高知駅、須崎駅のみ停車。
      - なお、宇高連絡船を介して同日付で急行から寝台特急（ブルートレイン）に昇格した「瀬戸」と宇野駅で接続するダイヤを組んだ。

    - 「土佐」が1往復増発し、6往復になる。
    - 「よしの川」の高知駅乗り入れが2往復に減少。
    - すべての急行列車が善通寺駅に停車するようになる。

  - 10月2日：「南風」が琴平駅に停車するようになる[12]。
- 1974年（昭和49年）3月1日：予土線開業に伴い、「あしずり」1往復の一部を予土線経由で宇和島駅まで乗り入れ。なお、予土線内は快速列車として運転[13]。
- 1975年（昭和50年）3月10日：このときのダイヤ改正により、次のように変更。
  - 「土佐」「あしずり」のそれぞれ1往復を「南風」に変更。「南風」は3往復になる。
  - 「あしずり」（上り）4号の運行区間を中村発高知行きに変更。「あしずり」運行本数は高松駅発着が5往復と中村発高知行きの1本になる。
- 1978年（昭和53年）10月2日：この日のダイヤ改正により、全ての特急列車が佐川駅に停車するようになる。
- 1980年（昭和55年）10月1日：このときのダイヤ改正により、次のように変更。
  - 「土佐」が2往復廃止。
  - 「あしずり」1号を土佐山田始発で運行（土佐山田駅 - 高知駅間は休日運休の普通列車）。これにより、運行本数は変わらないものの、「あしずり」は高知県内列車の色合いが出てくる。
  - 「よしの川」の土讃本線乗り入れが廃止。
  - 利用客数減少に伴い、四国内急行列車からグリーン車を廃止。グリーン車であったキロ28形は座席等の変更をせずキハ28形5000・5200番台として普通車に格下げ、座席指定席車両として運用した。
- 1982年（昭和57年）11月15日：このときのダイヤ改正により、次のように変更。
  - 「あしずり」が1往復廃止され、下り5本（土佐山田駅発1本、高松駅発4本）・上り6本になる。
  - 「土佐」の下り1本が増発され、下り5本／上り3本になる。
- 1985年（昭和60年）3月14日：このときのダイヤ改正により、次のように変更。
  - 「土佐」の下り2本／上り1本が廃止。
  - 「あしずり」の下り1本／上り2本が廃止。また、予土線乗り入れが廃止。
  - 後免駅に全ての特急が停車。
- 1986年（昭和61年）11月1日：このときのダイヤ改正により、次のように変更。
  - 「南風」の1往復（3・8号）にキハ185系気動車を投入[14]。「あしずり」の1往復が「南風」に変更され、4往復になる[14]。
  - 新たに坂出駅・丸亀駅・善通寺駅・土佐久礼駅・土佐佐賀駅に全ての、大歩危駅・大杉駅に一部の「南風」が停車するようになる。
  - 「あしずり」上り1本を須崎駅 - 高知駅間普通列車化により「土佐」に変更。「土佐」は高松駅 - 高知駅間3往復となる。
  - 急行列車の停車駅を統一。新規に土佐入野駅に、また阿波川口駅・豊永駅・旭駅・朝倉駅・伊野駅に全ての急行列車が停車するようになる。
- 1987年（昭和62年）3月23日：「土佐」の下り1本が「南風」に変更。同時に高松駅 - 中村駅間「南風」の下り1本が「あしずり」に変更。
- 1988年（昭和63年）4月1日：中村線を土佐くろしお鉄道に移管。その際、中村線へ乗り入れる「あしずり」はくろしお鉄道線内では快速列車もしくは普通列車となる。

### 瀬戸大橋線開業以降

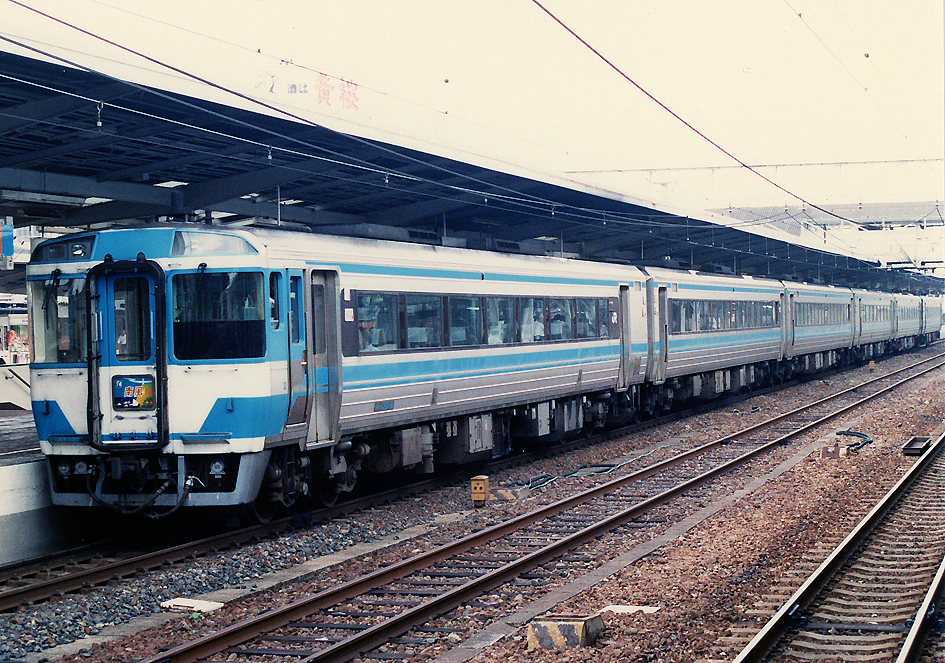
JR四国キハ185系気動車（1989年）

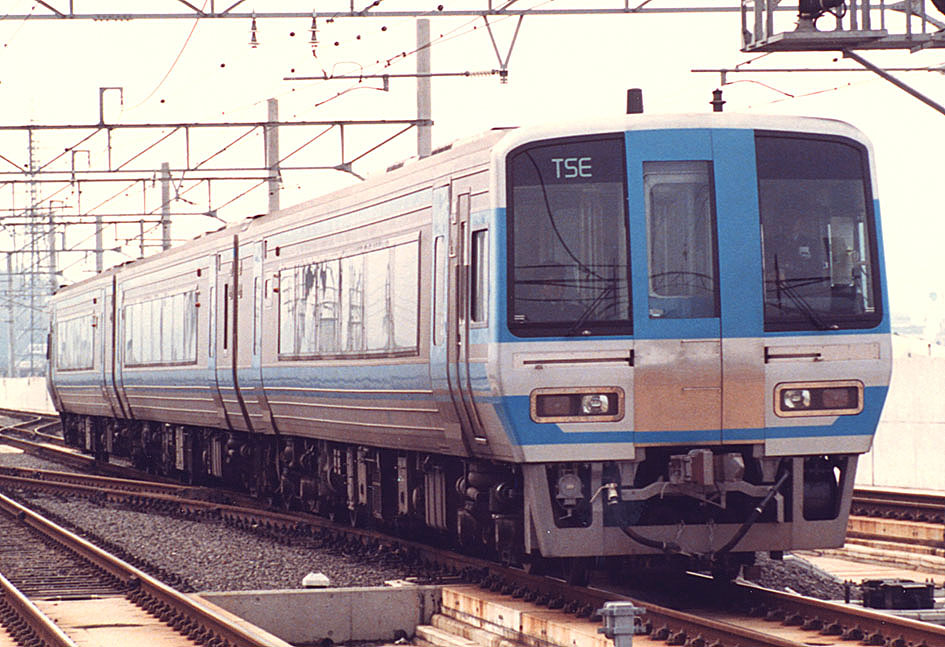
JR四国2000系気動車（TSE 2101「南風」52号）

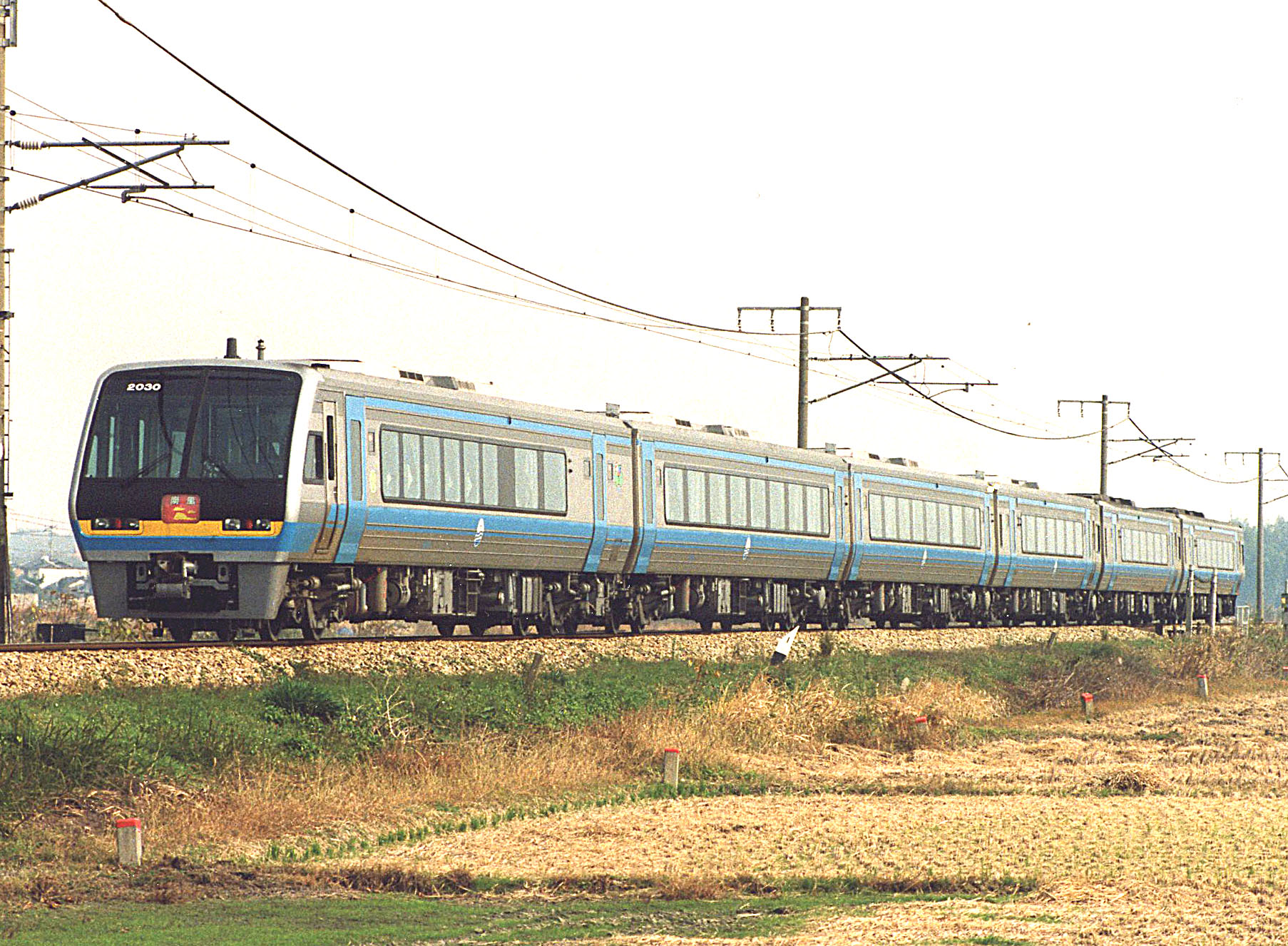
土佐くろしお鉄道2000系4両とJR四国2000系2両

- 1988年（昭和63年）4月10日：「一本列島」のキャッチフレーズで実施されたダイヤ改正により、「南風」は瀬戸大橋線経由岡山駅発着3往復に変更。これに伴い、高松発着列車は「しまんと」に改称する。また、この際「南風」「しまんと」はエル特急に指定される（列車番号=30D+号数が「しまんと」、2000D+号数が「南風」）。
  - 瀬戸大橋線経由の特急新設による車両不足のため、「土佐」の下り列車が増発され下り4本、上り2本となる。
- 1989年（平成元年）
  - 3月11日：このときのダイヤ改正に伴い、次のように変更。
    - キハ181系、キハ185系特急の瀬戸大橋での減速運転開始、一部列車は児島駅を通過するようになる。
    - 2000系試作車「TSE」が臨時列車「南風」51・52号（岡山駅 - 高知駅間）・「しまんと」51・52号（高松駅 - 高知駅間）で運転開始。
      - 1990年夏までに2000系「TSE」が故障や試験、検査などで運用を外れたときはキハ185系2両または3両編成が代走で使用された。

  - 7月22日：このときのダイヤ改正により、次のように変更。
    - 土讃線の速度向上により所要時間が10分程度短縮。
    - 「土佐」「あしずり」のそれぞれ1往復が「しまんと」に変更され5往復になる。「南風」が2往復増発され5往復になる。
      - また、2000系「TSE」の代走のキハ185系運転の際は「南風」5号が坪尻駅で「南風」52号の通過待ちをするなど、一部ダイヤの変更が行われた。
      - これにより、「土佐」は高松駅 - 高知駅間（下りは窪川駅行き、高知駅以西は普通列車）1往復のみとなり、「あしずり」の高松駅乗り入れが終了。

    - 豊永駅に一部の特急列車が停車するようになる。
- 1990年（平成2年）
  - 7月30日：一部列車に2000系量産車を先行投入。ダイヤは従来のまま。
  - 11月21日：このときのダイヤ改正により、次のように変更。
    - 「南風」が1往復増発され、6往復になる。2000系量産車を増備し、4往復が2000系での運行となり大幅にスピードアップされる。2往復はキハ185系を使用し、「南風」でのキハ181系の運用を終了。
    - 「しまんと」2往復増発し、6往復となる。なお増発した1往復は「土佐」を格上げした形となり、「土佐」は廃止。
    - 「あしずり」はエル特急に昇格するが、本数を整理。運行区間も高知駅 - 中村駅間とした。列車番号は急行列車時代の700D+号数を使用。
    - 旭駅・朝倉駅・伊野駅・土佐上川口駅に一部の特急列車が停車するようになる。
- 1991年（平成3年）
  - 3月16日：このときのダイヤ改正により、「あしずり」の列車番号が50D+号数に変更。
  - 11月21日：このときのダイヤ改正により、次のように変更。
    - 「南風」「しまんと」の運転本数を各7往復に増発。2000系量産車を増備、「南風」の全列車および「しまんと」の4往復が2000系で運転される。
    - 「南風」全列車が児島駅停車となる。
    - 特急列車の豊永駅への停車を取り止める。
    - 「しまんと」6号が途中停車駅を阿波池田駅・琴平駅・丸亀駅・坂出駅の4駅に絞り、所要時間が1時間59分と高松駅 - 高知駅間で初めて2時間を切る。
- 1993年（平成5年）3月18日：「しまんと」・「あしずり」全列車に2000系を充当。「あしずり」1往復を延長運転し「南風」に変更され8往復になる。
  - 「南風」と「しまんと」の列車番号の入替が行われ、この改正以後、列車番号=30D＋号数を「南風」、2000D+号数を「しまんと」に固定。
- 1996年（平成8年）3月16日：徳島線で特急「剣山」（つるぎさん）が運転開始。「剣山」1・6号は高知駅 - 徳島駅間運行となる。
- 1997年（平成9年）
  - 10月1日：土佐くろしお鉄道宿毛線開業により、中村駅発着の一部特急列車を宿毛駅発着に延長[15]。
  - 11月29日：「しまんと」が2往復増発され、9往復になる。「南風」の1往復が宿毛駅まで延長。
- 1998年（平成10年）
  - 3月14日：このときのダイヤ改正により、次のように変更。
    - 多度津駅 - 高知駅間で「南風」「しまんと」の併結運転を開始（2往復）。「南風」が2往復増発され[15]、10往復になる。
    - 「あしずり」の列車番号がそれまでの50D+号数から、2070D+号数に変更になる。

  - 9月24日 - 12月24日：土讃線繁藤駅 - 新改駅間で高知豪雨による路盤崩落のため、一部区間で運休。
    - 9月25日は多度津駅 - 高知駅間、翌9月26日から10月30日までは阿波池田駅 - 高知駅間、10月31日からは大杉駅 - 高知駅間でバス代行輸送を実施[16]。
- 1999年（平成11年）3月13日：このときのダイヤ改正により、以下のように変更。
  - 「南風」と「しまんと」の併結がなくなり全列車が単独運転となる[17]。
  - 「剣山」の高知駅乗り入れ列車が1往復増発され、2往復になる[17]。
- 2000年（平成12年）
  - 3月11日：「剣山」の高知駅乗り入れ列車の運行が終了。
  - 10月14日：岡山駅 - 高知駅（中村駅）間で土讃線「アンパンマン列車」（ブルー）が運転開始。

### 2000年代の動き
- 2001年（平成13年）

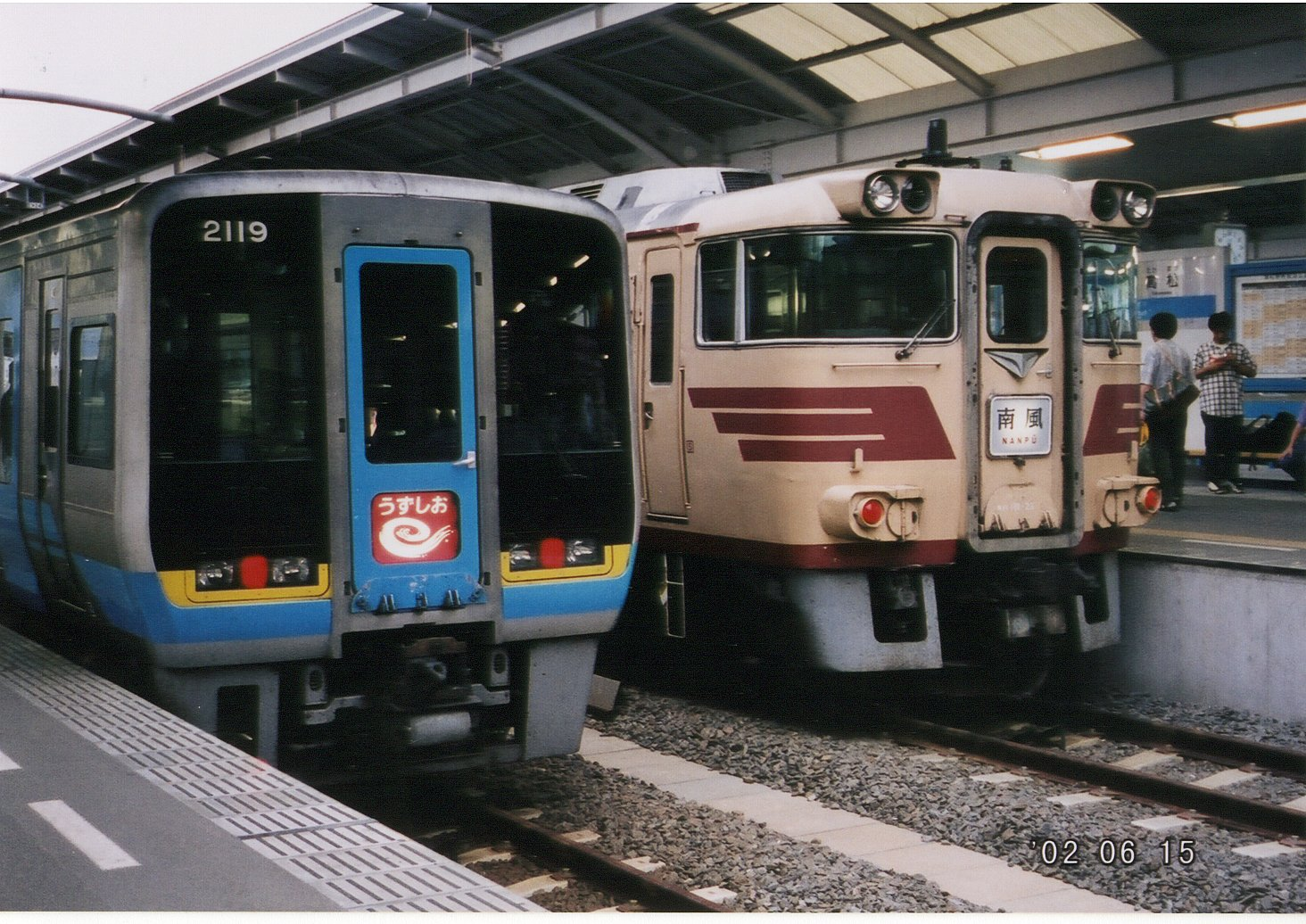
2002年に運転された「リバイバル南風」
（高松駅）

  - 3月3日：このときのダイヤ改正により、以下のように変更。
    - 岡山駅 - 宇多津駅間で岡山駅 - 徳島駅間運転の「うずしお」と併結となる列車が2往復、多度津駅 - 高知駅間で「しまんと」と併結となる列車が下り3本／上り2本設定される。
    - 「南風」が2往復増発され12往復になる。また、土讃線「アンパンマン列車」（ピンク）が運転開始。

  - 10月1日：「アンパンマン列車」2編成をリニューアル（2代目）。
- 2002年（平成14年）
  - 3月23日：「南風」・「しまんと」の増解結を宇多津駅に変更する[18]。
  - 6月15日：四国特急の運転開始30周年を記念して、JR西日本よりキハ181系4両編成（全車普通席）を借り入れ、「懐かしの181系南風号」としてリバイバル運転。
  - 10月：「アンパンマン列車」2編成をリニューアル（3代目）。
- 2003年（平成15年）
  - 10月1日：宇多津駅 - 高知駅間で「しまんと」と併結となる列車が上り2本増え、下り3本／上り4本になる。「南風」が2往復増発され、14往復になる[19]。同時に車内販売を廃止する。
  - 12月：「アンパンマン列車」2編成をリニューアル（4代目）。
- 2005年（平成17年）
  - 3月1日：ダイヤ改正により、旭駅・朝倉駅への特急列車の停車本数が大幅に増加する。
  - 3月2日：宿毛駅構内にて「南風」17号（2000系3両編成）に列車脱線事故（土佐くろしお鉄道宿毛駅衝突事故）が発生。乗客・乗務員合わせて11人が死傷。これにより中村駅 - 宿毛駅間が運休になる。
  - 6月13日：宿毛駅の改札が使用できないため、東宿毛駅に臨時停車とし、中村駅 - 東宿毛駅間で運転再開。東宿毛駅 - 宿毛駅間は回送列車として運転。
  - 11月1日：東宿毛駅 - 宿毛駅間の営業運転を再開。特急列車の東宿毛駅臨時停車を終了。
- 2007年（平成19年）3月18日：中村駅 - 宿毛駅間の本数の見直しに伴い、宿毛駅発着の「南風」は下り2本／上り1本となる。削減分は中村駅乗り換えの普通列車で対応。
- 2008年（平成20年）
  - 3月15日：ダイヤ改正により、次のように変更[報道 1]。
    - 全席禁煙になる。
    - 大杉駅への特急列車の停車本数が大幅に増加する。
    - すべての特急列車が大歩危駅・伊野駅に停車するようになる。

  - 10月5日：「アンパンマン列車」で運転する「南風」4往復（下り3・7・23・25号／上り2・6・22・24号）の1号車の普通車指定席を「アンパンマンシート」に変更。
  - 10月18日・19日：キハ58系引退記念として、「土佐」「あしずり」がリバイバル運転される。
  - 12月27日：「アンパンマン列車」の始発・終着駅（岡山駅・高松駅・高知駅・中村駅・宿毛駅）の車内放送がアンパンマンの声（戸田恵子）で流れるようになる。
- 2009年（平成21年）
  - 3月14日：高知駅始発の上り1本を須崎駅始発に変更[報道 2]。
  - 8月1日：一部列車で丸亀駅 - 琴平駅間において車内販売が再開。
  - 10月1日：「アンパンマン列車」2編成をリニューアル（5代目）。ブルーはグリーン、ピンクはオレンジに塗装が大きく変更され、先頭車両のヘッドマーク使用が廃止となる。
  - 11月12日：NHK大河ドラマ『龍馬伝』および「土佐・龍馬であい博」とのタイアップで2000系気動車の3両1編成がラッピング列車になる[20]。

### 2010年代の動き
- 2010年（平成22年）3月13日：ダイヤ改正により、次のように変更[報道 3]。 
  - 中村駅 - 宿毛駅間の本数が見直され、宿毛駅発着の「南風」は下り3本／上り2本となる。
  - 須崎発の上り1本が高知駅発に変更。
- 2011年（平成23年）3月12日：ダイヤ改正により、次のように変更[報道 4]。
  - エル特急の呼称が廃止。
  - 喫煙ルームが廃止され、全車禁煙になる。
  - 中村駅発の「南風」10号を「あしずり」と系統分離し、高知駅発に変更。
  - 「しまんと」の時刻変更により、「南風」26号は単独運転になる。
- 2012年（平成24年）3月17日：ダイヤ改正により次のように変更[報道 5]。
  - 中村駅・宿毛駅発着の2往復を高知駅発着に見直し（高知駅 - 中村駅・宿毛駅間は「あしずり」として運行）。これによって「南風」は高知駅発着が9往復、中村駅発着が3往復、宿毛駅発着が2往復となり、「しまんと」は全列車が高知駅発着となる。
  - 「しまんと」の時刻変更によって「南風」20号は単独運転になり、「しまんと」6号を併結する「南風」24号が宇多津駅に新規停車する。
  - 多度津駅に全列車が停車するようになる。
- 2013年（平成25年）3月16日：ダイヤ改正により次のように変更[報道 6]。
  - 「南風」25号と「しまんと」9号の併結作業を宇多津駅から多度津駅に変更。
  - 「南風」6・17号が多ノ郷駅に臨時停車するようになる。
- 2014年（平成26年）3月15日：中村駅・宿毛駅発着の「南風」2.5往復（下り3本／上り2本）を、高知駅を境に「南風」と「あしずり」に分離する。また、宿毛駅発着列車の一部を中村駅発着に変更する[報道 7]。
- 2016年（平成28年）3月26日：「しおかぜ」・「いしづち」への8600系電車投入に伴い捻出された2000系気動車を導入し、「南風」全列車がグリーン車付きの編成での運転となる[報道 8]。
- 2018年（平成30年）3月17日：ダイヤ改正により次のように変更[21]。
  - 「南風」21号が宇多津駅に新規停車する。
  - 「南風リレー号」の全列車「快速サンポート」化に伴い、同列車との接続駅を丸亀駅・多度津駅に統一（宇多津駅停車列車は宇多津駅でも接続）。
  - 土曜日に「南風」2・3・24・25号に増結される4号車を指定席に変更。
  - 「南風」6号の2号車を土休日に限り全区間指定席化。
- 2019年（平成31年・令和元年）
  - 3月16日：ダイヤ改正により次のように変更[22]。
    - 「南風」19号が宇多津駅に新規停車する。
    - 中村駅発着の「南風」3・24号、宿毛駅発着の「南風」12・13号をいずれも高知駅発着に変更し、「あしずり」への乗り継ぎとなる。これに伴い「南風」の宿毛駅発着の列車はなくなり、土佐くろしお鉄道に直通するのは中村駅発の6号1本のみとなる。

  - 9月28日：「南風」2・3・14・15・26・27号に2700系気動車が導入され[23][注 6]、岡山駅と高知駅で出発式が行われた[24][25]。

### 2020年代の動き
- 2020年（令和2年）
  - 3月14日：このときのダイヤ改正により、以下のように変更。
    - 「南風」6号の中村駅 - 高知駅間が「あしずり」2号に変更となり、全列車が高知駅 - 岡山駅間の運転に統一される[26]。
    - 「南風」5・8・11・12・15・16号が宇多津駅に新規停車する。これにより、全ての「南風」が宇多津停車となる[27][28]。

  - 5月16日：新型コロナウイルス感染症による乗客減により、この日から6月12日までの間、単独運転の「南風」5・8・9・12・13・16・17・20号と、併結運転の「南風21号・しまんと7号」「南風25号・しまんと9号」「南風4号・しまんと4号」「南風24号・しまんと6号」が運休。また、単独運転の「南風」1・28号[注 7]も岡山駅 ‐ 宇多津駅間が運休[29]。
  - 7月18日：下り7・9・11・19・21・23号、上り6・8・10・18・20・22号が2700系による運転に変更[30]。同日3・2号で2000系アンパンマン列車（オレンジ）によるラストランを実施[31]。
- 2021年（令和3年）3月13日：ダイヤ改正により、「南風」「しまんと」の全列車が2700系に統一された[報道 9][注 8]。
- 2022年（令和4年）
  - 3月12日︰ダイヤ改正により、「南風」24・25号の「しまんと」併結が取り止め。「南風」17・20号が大杉駅に新規停車となった[32]。
  - 3月15日：特急「しおかぜ」「南風」が運行開始50周年を迎え、記念キャンペーンが実施された[33][34]。
- 2024年（令和6年）
  - 3月16日：ダイヤ改正に合わせ、「南風」の3両編成の2号車と4両編成の3号車の指定席区画を車両の一部から全面に拡大し、所定編成時の自由席は1両となる。
- 2025年（令和7年）
  - 3月15日：ダイヤ改正により「南風」が「しまんと」2往復および「うずしお」2往復との併結運転を取り止め、全列車全区間単独運転となる[35]。「南風」22号が大杉駅に停車[36]。
  - 4月12日：アンパンマン列車25周年の記念事業として、初代アンパンマン列車（ブルー）のデザインを2000系2両（2153＋2103）に期間限定で復刻。「復刻！初代アンパンマン列車」として主に「あしずり」で運行され、高知駅で出発式が行われた[37][38][39]。